# Luis de Luxemburgo (cardenal)
Luis de Luxemburgo (Francia, 1390 o 1397 - Hartfield, 18 de septiembre de 1443) fue un eclesiástico y hombre de estado francés, obispo de Thérouanne, de Rouen y de Ely, cardenal de Eugenio IV y canciller de Francia por los reyes de Inglaterra Enrique V y Enrique VI durante la Guerra de los Cien Años. 

## Biografía

### Familia
Nacido a finales del siglo XIV en el seno de la Casa de Luxemburgo, fue hijo de Jean de Luxembourg, que fue señor de Beauvoir y de Richebourg, y nieto de Guy de Luxembourg, conde de Saint-Pol y de Ligny.  Su madre fue Marguerite de Enghien, que como hija mayor del condestable de Francia Louis d'Enghien y de Giovanna de Sanseverino heredó de su padre el condado de Brienne en la Champaña francesa y de su madre el de Conversano en el Reino de Nápoles.  Tuvo varios hermanos: Pierre, Jean, Catherine y Jeanne.
Su tío Pierre y su sobrino Philippe fueron cardenales, aunque no llegó a conocerles, pues el primero murió antes de que Louis naciera y el segundo nació después de su muerte.

### Obispo de Thérouanne y canciller de Francia
Era canónigo de la catedral de Rouen cuando en 1415 el cabildo catedralicio de Thérouanne le eligió como su obispo; recibió la consagración episcopal de manos del arzobispo de Reims Renaud de Chartres.  En el contexto del Cisma de Occidente fue confirmado en la diócesis por Juan XXIII, hasta que depuestos este pontífice y Benedicto XIII por el Concilio de Constanza y fallecido Gregorio XII, el nuevo papa Martín V ratificó su nombramiento tres años después.  

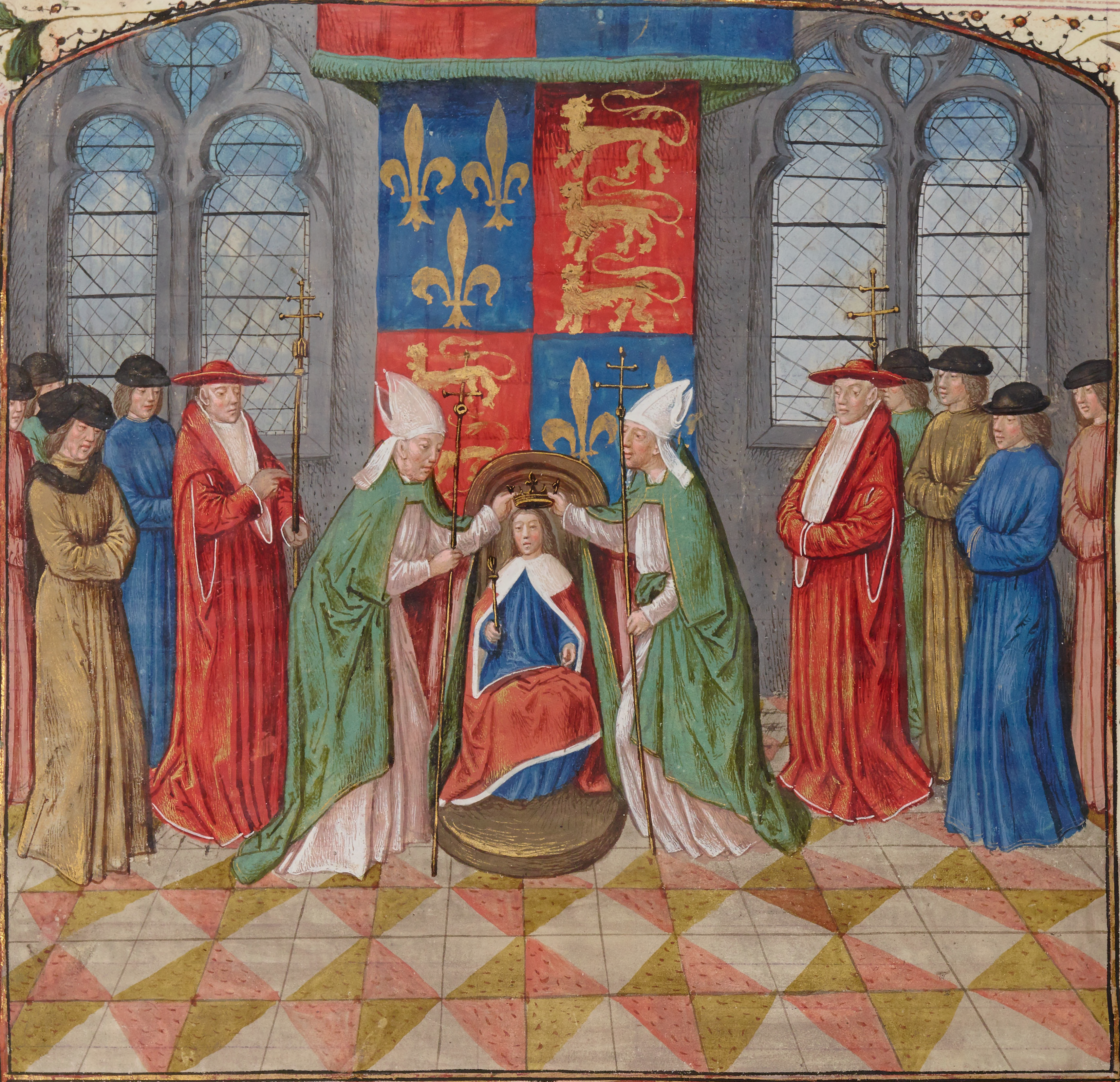
Coronación de Enrique VI.

Eran los tiempos de la Guerra de los Cien Años que enfrentaban a Francia con Inglaterra.  Partidario de esta última, sirvió a Enrique V de Inglaterra como presidente de la cámara de cuentas y a Enrique VI como canciller de Francia.  Era gobernador de París cuando las tropas de Juana de Arco atacaron la ciudad en 1429, asistió a la coronación de Enrique VI como rey de Francia en 1431 en la catedral de Notre-Dame junto al obispo de Beauvais Pierre Cauchon y al de Noyon Jean II de Mailly, y actuó como regente del reino durante las ausencias del duque de Bedford Juan de Lancaster, con quien emparentó mediante el matrimonio de este con su sobrina Jacqueline.

### Arzobispo de Rouen y cardenal
En 1436 las tropas de Carlos VII de Francia reconquistaron París, y Louis se marchó junto con los ingleses que hasta entonces habían ocupado la ciudad.  Fue nombrado arzobispo de Rouen, en Normandía, vacante por la muerte de Hugues d'Orge.  Asistió al Concilio de Florencia, donde el papa Eugenio IV le creó cardenal en el consistorio del 18 de diciembre de 1439; recibió el título de los Cuatro Santos Coronados, que después cambió por el de Frascati, y fue nombrado obispo de Ely.
En 1443 viajó a su sede de Ely en Inglaterra.  Muerto ese mismoa año en Hartfield, su cuerpo fue sepultado en la Catedral de Ely y su corazón enviado a la de Rouen.